# 川西村 (京都府)
川西村（かわにしむら）は、京都府相楽郡にあった村。現在の精華町の北半にあたる。

## 地理
- 河川：木津川

## 歴史
- 1931年（昭和6年）10月1日 - 狛田村・祝園村・稲田村が合併して発足。
- 1951年（昭和26年）4月1日 - 山田荘村と合併して精華村が発足。同日川西村廃止。

## 交通

### 鉄道路線
- 日本国有鉄道（現・JR西日本）
  - 片町線（学研都市線）
    - 祝園駅
- 奈良電気鉄道
  - 本線（現・近鉄京都線）
    - 狛田駅 - 新祝園駅

現在は旧村域に片町線（学研都市線）の下狛駅が所在するが、当時は未開業。

### 道路
- 指定府道田辺木津線

※現在は旧村域に京奈和自動車道の精華下狛インターチェンジ・精華学研インターチェンジが所在するが、当時は未開通。